# Malign
För black metal-bandet, se Malign (musikgrupp).

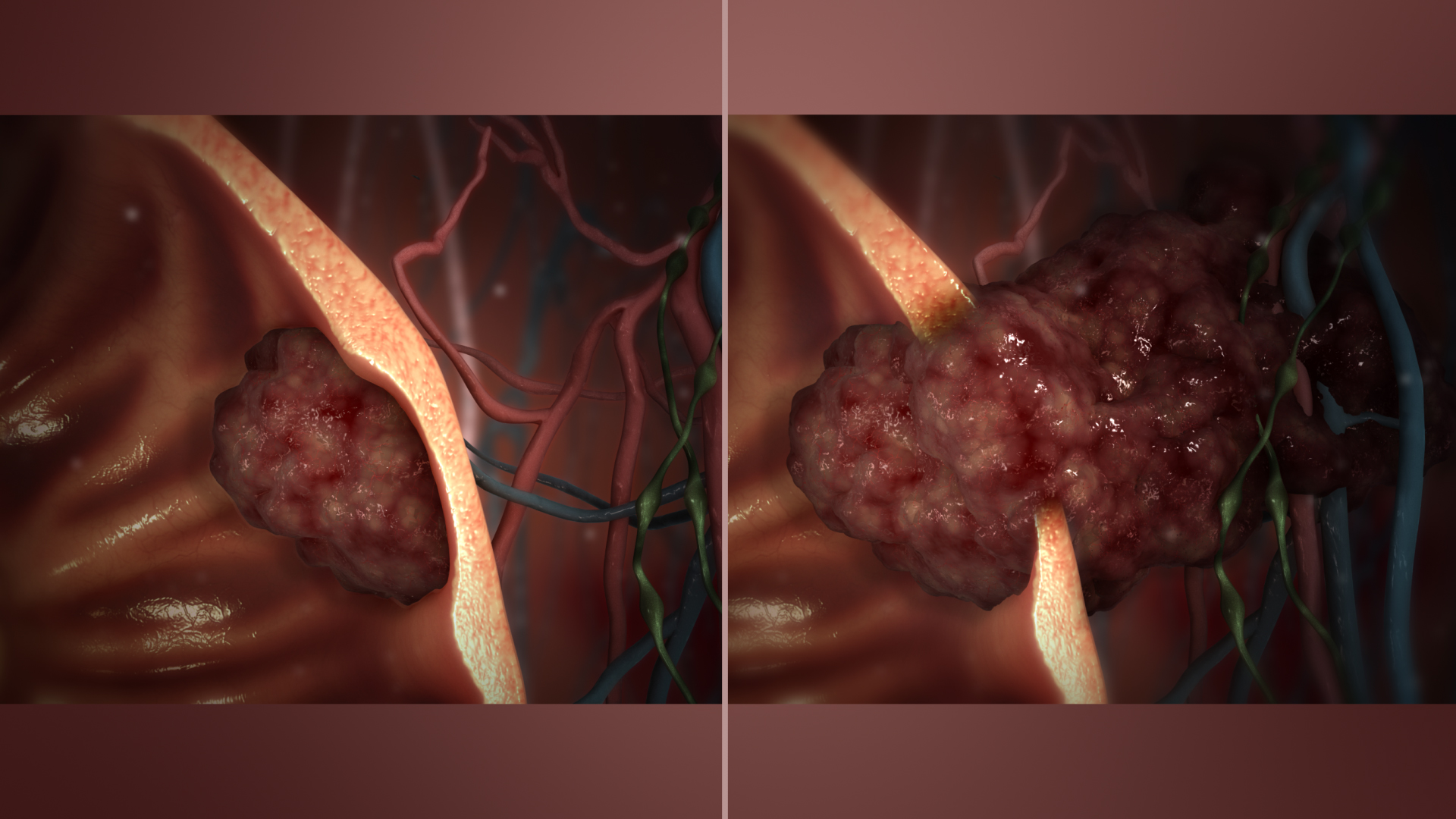
Den maligna tumören (till höger) sprider sig okontrollerat och invaderar den omgivande vävnaden, i motsats till den godartade tumören (till vänster), som förblir stängd från närliggande vävnad.

Malign är en sjukdomstendens som förvärras och blir dödlig, i synnerhet avseende cancer och tumörer. Maligna tumörer är cancer medan benigna tumörer inte är det. Malignitet är också ett medicinskt begrepp för prognosen för andra sjukdomar vilka antas förvärras.
Ordet är latin och betyder ordagrant "född för att vara ond".